# Franciszek Wojnar
Franciszek Wojnar (ur. 28 grudnia 1837 w Trześniowie, zm. 25 stycznia 1896 w Jarosławiu) – duchowny, katecheta, c.k. profesor gimnazjalny, radny Rady Miasta Jarosławia.

## Życiorys
Pochodził z biednej rodziny chłopskiej. Gimnazjum i Seminarium Duchowne ukończył w Przemyślu. Po otrzymaniu święceń w 1864 pracował jako wikary parafii jarosławskiej i katecheta w Muninie. Równocześnie w latach 1865–1867 pełnił duszpasterstwo w Jarosławskim szpitalu wojskowym. Zwolniony z obowiązków wikarego po powołaniu przez Radę Miasta na stanowisko katechety w latach 1866–1896 całkowicie poświęcił się pracy dydaktycznej w Szkole Realnej i Gimnazjum I w Jarosławiu. Był inicjatorem utworzenia i pierwszym  gospodarzem (w latach 1873–1895) Bursy Szkolnej im. Mikołaja Kopernika dla niezamożnej młodzieży. Ponadto pełnił obowiązki dyrektora Uzupełniającej Szkoły Przemysłowej (1892-1896) i prezesa Towarzystwa "Gwiazda"(1887-1891) oraz był radnym miejskim w latach 1873–1876, przejściowo także członkiem zarządu miasta (1889-1891). Zmarł  25 stycznia 1896 w Jarosławiu.